# Mosteiro de Santo Antônio (Egito)
O Mosteiro de Santo Antônio (árabe egípcio: دير الانبا انطونيوس, translit.: dir alanba antunius) é um mosteiro ortodoxo copta em um oásis no deserto oriental do Egito, na parte sul da província de Suez. Escondido nas montanhas do mar Vermelho, está localizado a 334 km a sudeste do Cairo. O Mosteiro de Santo Antonio foi fundado pelos seguidores de Santo Antonio, que é o primeiro monge cristão. O Mosteiro de Santo Antônio é um dos mosteiros mais proeminentes do Egito e influenciou fortemente a formação de várias instituições coptas e promoveu o monaquismo em geral. Vários patriarcas vieram do mosteiro e várias centenas de peregrinos o visitam todos os dias.

## Vida de Santo Antônio
Santo Antônio é um santo cristão que nasceu de uma família rica no Baixo Egito por volta de 251 d.C. Ele ficou órfão de seus pais aos oito anos de idade. A maior parte do que se sabe sobre ele vem da obra biográfica de Atanásio de Alexandria, Vita Antonii. Esta biografia retrata Antônio como um homem analfabeto e santo, que através de sua existência em uma paisagem primordial recebeu uma conexão absoluta com a verdade divina.